# Čierna Voda
Čierna Voda (allemand : Schwarzwasser, hongrois : Feketenyék) est un village de Slovaquie situé dans la région de Trnava.

## Histoire
Première mention écrite du village en 1217.
La localité fut annexée par la Hongrie après le premier arbitrage de Vienne le 2 novembre 1938. En 1938, on comptait 1 044 habitants dont 14 Juifs. Elle faisait partie du district de Galanta, en hongrois Galántai járás.
Le nom de la localité avant la Seconde Guerre mondiale était Čierné Nekyje/Fekete-Nyék. Durant la période 1938-1945, le nom hongrois Feketenyék était d'usage.
À la libération, la commune a été réintégrée dans la Tchécoslovaquie reconstituée.

## Démographie

### Évolution de la population
| Année:               | 1994. | 2004.   | 2014.   | 2024.   |
| -------------------- | ----- | ------- | ------- | ------- |
| Nombre de personnes: | 1321  | 1410    | 1377    | 1397    |
| Différence:          |       | +6,73 % | -2,34 % | +1,45 % |

| Année:               | 2023. | 2024.   |
| -------------------- | ----- | ------- |
| Nombre de personnes: | 1408  | 1397    |
| Différence:          |       | -0,78 % |